# Парк имени Карима Тинчурина
Парк имени Карима Тинчурина (тат. Кәрим Тиңчурин паркы, Kärim Tiñçurin parkı) — парк в Вахитовском районе города Казани. Назван в честь татарского писателя, драматурга, актёра Карима Галиевича Тинчурина. Известен тем что каждое в воскресенье в нём располагается блошиный рынок.
В центре парка находится фонтан и мозаика с портретом Ленина.

## Название и история
Официальное название получил только в 2017 году, что вызвало недоумение у местных жителей, но как оказалось до этого момент официально он был безымянный, а называли его так из-за улицы Карима Тинчурина.
Исторически парк состоял из двух частей, разделенных проезжей частью. Одна из них относится к Вахитовскому району, вторая - к Приволжскому. Когда в августе 2015-го парк включили в программу реконструкции, участкам дали разные кадастровые номера, и «парком Тинчурина» почему-то оказался лишь тот, что в Приволжском районе. А территория в Вахитовском во время реконструкции в утвержденные границы парка Тинчурина не вошла.
 
                 Алексей Котуленко
Общая площадь рекреационной зоны в границах улиц Карима Тинчурина, Галиаскара Камала, Шарифа Камала и Садыка Ахтямова составляет около 61 тыс. м². При этом улица Татарстан делит территорию примерно пополам.
В 2015 году прошла реконструкция в ходе которой отремонтировали фонтан, дорожки и Ленина.